# Franz Böhm
Franz Böhm: (ur. 16 lutego 1895 w Konstancji, zm. 26 września 1977 w Rockenbergu) – niemiecki polityk (CDU), prawnik i ekonomista, przedstawiciel doktryny społecznej gospodarki rynkowej i ordoliberalizmu.

## Życiorys
Franz Böhm pochodził z badeńskiej rodziny o mieszczańskich, liberalno-protestanckich tradycjach. Ojciec był prokuratorem, urzędnikiem w ministerstwie kultury, a następnie ministrem kultury i nauki w rządzie Badenii. Franz w 1926 ożenił się z Mariettą Ceconi, córką Ricardy Huch. W 1929 urodził się syn Alexander Böhm.
W trakcie I wojny św. Franz służył w szeregach armii niemieckiej. Po zakończeniu wojny studiował prawo we Fryburgu Bryzgowijskim. W 1924 został prokuratorem, a na początku 1925 rozpoczął pracę w ministerstwie gospodarki, jako referent w wydziale ds. karteli.
W 1931 po obronie pracy doktorskiej i habilitacji w 1933 rozpoczął karierę akademicką, propagując swoje koncepcje ekonomiczne. Wraz z Walterem Euckenem i Hansem Großmann-Doerthem jest zaliczany do ojców doktryny ordoliberalizmu i założycieli, tzw. szkoły freiburskiej w ekonomii.
W okresie rządów Hitlera Böhm należał do kręgów opozycji anty – hitlerowskiej. Występował przeciwko prześladowaniom ludności żydowskiej. Współpracował m.in. z Carlem Friedrichem Goerdelerem. Uchronił się przed aresztowaniem dzięki zmianie nazwiska.
Po zakończeniu wojny wrócił do Fryburga, zostając w 1945 prorektorem. W 1946 został profesorem Uniwersytetu we Frankfurcie. W 1948 założył wraz z Walterem Euckenem czasopismo „Ordo”.
Od 1945 należał do CDU. W listopadzie 1945 został ministrem kultury i nauki w rządzie Karla Geilera – premiera Hesji. Wskutek różnicy zdań z amerykańskimi władzami okupacyjnymi złożył dymisję w lutym 1946. Od 1953 do 1965 był członkiem Bundestagu. Zajmował się sprawami odszkodowań dla ludności żydowskiej.

## Dzieła
- „Wettbewerb und Monopolkampf. Eine Untersuchung zur Frage des wirtschaftlichen Kampfrechts und zur Frage der rechtlichen Struktur der geltenden Wirtschaftsordnung”, Berlin 1933.
- „Kartelle und Koalitionsfreiheit”, Berlin 1933.
- „Die Ordnung der Wirtschaft als geschichtliche Aufgabe und rechtsschöpferische Leistung”, [w:] „Ordnung der Wirtschaft”, 1937, t. 1.
- „Wirtschaftsordnung und Staatsverfassung”, Tybinga 1950.
- „Reden und Schriften. Über die Ordnung einer freien Gesellschaft und über die Wiedergutmachung”, Karlsruhe 1960.

## Źródła
- Biografia ze zdjęciem (j. niemiecki)
- zarys biografii ze zdjęciem (j. niemiecki)